# Analía Ledesma García
Analía Ledesma García es una política quiteña, Concejal de Quito, Presidenta de Izquierda Democrática.

## Reseña biográfica
Política quiteña, Concejal reelecta por Izquierda Democrática, la primera elección en 2019-2023 por el DIstrito Centro de Quito y la segunda para el periodo 2023-2027 por el sur de la ciudad.
En 2023 designada Presidenta Nacional del Partido Izquierda Democrática.
- Master of Business Administration por el Kedge Business School-Marsella, Francia
- Magíster en Administración de Empresas y Planificación Estratégica por la Universidad de Belgrano, Argentina.[3]